# تروجلوفونا

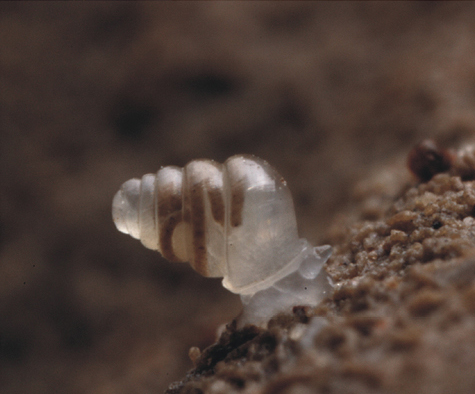
الحلزون الكهفي المجهري Zospeumnbsp;ثولوسوم ، تم العثور عليه على أعماق تتراوح بين في نظام كهف لوكينا جاما-تروجاما في كرواتيا ، وهو أعمى تمامًا وله صدفة شفافة

التروغلوفونة(بالإنجليزية: Troglofauna)‏ هي حيوانات صغيرة تعيش في الكهوف وتتكيف مع محيطها المظلم. تُعد التروغلوفونية إلى جانب الستيغوفونة نوعين من الحيوانات الجوفية و ذلك بناءً على تاريخ الحياة. فترتبط الأولى بالكهوف و المساحات فوق منسوب المياه، و ترتبط الثانية بالمياه. تشمل الأنواع التروغلوفونية على : العناكب والحشرات ومتعددات الأرجل و غيرها. تعيش بعض أنواعها بشكل دائم تحت الأرض و لا يمكنها البقاء على قيد الحياة خارج بيئة الكهف. تتضمن تكيفات وخصائصها البيولوجية زيادة حاسة السمع واللمس والشم.  إن فقدان الحواس غير المستخدمة بشكل كاف يظهر جليا في نقص التصبغ وكذلك البصر في معظم الحيوانات البحرية. قد تظهر حشرات هذا النوع عدم وجود أجنحة وملحقات أطول.

## الفئات الرئيسية
تنقسم الحيوانات التروغلوفونية إلى ثلاث فئات رئيسية بناءً على بيئتها:
-التروغلوبيونتسات أو تروغلوبيتسات: مجموعات من الأنواع مرتبطة ارتباطًا وثيقًا بالموائل الجوفية.
-التروغلوفيليات: أنواع تعيش بشكل أساسي فوق سطح الأرض و لكنها أيضًا تستوطن الموائل الجوفية. و تنقسم بدورها إلى نوعين: الإيتروغلوفيلات التي تعيش فوق سطح الأرض كما أنها تسطيع أيضًا الحفاظ على مجموعة سكانية دائمة تحت الأرض. و السوبتروغلوفيلات التي تميل إلى الاستقرار بشكل دائم أو مؤقت في موائل جوفية، و لكنها مرتبطة ارتباطًا وثيقًا بالموائل فوق سطح الأرض لأداء بعض الوظائف.
-التروغلوكسينات: أنواع تتكاثر بشكل متقطع في موائل جوفية وغير قادرة على إنشاء مجموعة سكانية جوفية جديدة.

## البيئة
تعيش حيوانات التروغلوفونية عادة في الكهوف المعتدلة. والتي لا تتغير مناخاتها العامة بشكل كبير على مدار العام. درجات الرطوبة في مثل هذه الكهوف تكون مرتفعة عمومًا و تتراوح من 95 إلى 100 في المائة و معدلات التبخر منخفضة.
يمكن تقسيم النظام البيئي للكهف الذي تعيش فيه الحيوانات التروغلوفونية إلى أربع مناطق: المدخل و الشفق و الانتقال والكهف العميق. منطقة المدخل هي المكان الذي تلتقي فيه البيئات السطحية والجوفية. يصبح الضوء أكثر ندرة في منطقة الشفق. أما منطقة الانتقال فتكون مظلمة تمامًا تقريبًا رغم ذلك يمكن الشعور ببعض التأثيرات البيئية الخارجية في داخلها. أخيرًا، تكون منطقة الكهف العميقة مظلمة تمامًا و مستقرة نسبيًا ولا تظهر أي من درجات تبخر. تتواجد حيوانات التروغلوفونا عادةً في منطقة الكهف العميقة هذه.

## النظام الغذائي ودورة الحياة
تتكيف الحيوانات التروغلوفونية مع إمدادات الغذاء المحدودة التي توفر مصادر طاقة كبيرة للغاية. تعد الأغصان و الأوراق و البكتيريا و الحيوانات فوق المائية بما في ذلك العوالق الحيوانية مصادر الغذاء الرئيسية. كما يتم تأمين الغذاء من جثث بعض التروغلوفونية الميتة و رواسب البيض و البراز مثل ذرق الخفافيش. تعتبر خنافس التروغلوفونة من الحيوانات المفترسة و قد تتغذى على حيوانات التروغلوفونة الأخرى بدلاً من البكتيريا و الأغصان و الذراق.
من أجل التكيف، افترض فرانسيس جي هاورث أن هذه الأنواع منحت العديد من آليات الحفاظ على المياه لأقاربها الذين يعيشون على السطح للبقاء في بيئة الكهوف. و هي بذلك تشبه بشكل دائم المفصليات المائية في آليات توازن المياه، بما في ذلك نفاذية البشرة. وهي تزدهر في البيئات الرطبة. وعندما تصبح الكهوف جافة جدًا تُظهر سلوكًا مضطربًا، مما يشير إلى أنها شديدة التأثر بالتغيرات في درجات الحرارة و الرطوبة. للبقاء على قيد الحياة في بيئة حيث يكون الغذاء نادرًا و مستويات الأكسجين منخفضة، غالبًا ما يكون لدى حيوانات التروجلو معدل أيض منخفض جدًا. و نتيجة لذلك، تستطيع العيش أطول من الأنواع الأرضية الأخرى.